# 칼리포니아 (영화)
《칼리포니아》(영어: Kalifornia)는 1993년 개봉한 미국의 로드 스릴러 영화이다. 1992년 봄 조지아와 캘리포니아 내륙 시골에서 촬영되었으며 1993년 8월 27일 몬트리올 세계 영화제에서 전 세계 최초로 상영되면서 경쟁 부문 상을 두 개 수상했다. 미국에서는 그 다음 주에 극장 개봉되었지만, 흥행에 실패하여 약 900만 달러 제작비 대비 240만 달러 수익을 올렸다.

## 줄거리
언론인인 대학원생 브라이언은 연쇄 살인범에 관한 글을 기고하다가 책 출판 제안을 받게 된다. 그는 아방가르드 사진작가인 여자친구 캐리와 함께 경력을 발전시키기 위해 캘리포니아주로 이주를 하기로 하고, 켄터키주 루이빌에서 로스앤젤레스까지 이동하는 동안 유명한 살인 현장들을 방문해 캐리가 브라이언의 책에 실을 사진을 찍기로 한다. 돈이 부족한 둘은 대학 게시판에 차량 공유 광고를 내고, 광고에 응한 묘한 커플 얼리, 어델과 동행하게 된다. 얼리의 정체는 사이코패스 가석방자이고, 어델은 순진한 그의 여자친구이다.
여행이 시작되자 얼리는 브라이언과 캐리 몰래 가는 곳마다 살인을 저지르고 돈을 훔친다. 윤간을 당한 적이 있다는 어델은 캐리에게 얼리가 자신을 보호해 주는 존재라고 말하지만, 동시에 그가 자신을 때리고 통제한다는 사실도 밝힌다. 브라이언은 점점 얼리에게 매료되고, 캐리는 얼리가 중범죄 전과자라는 사실에도 개의치 않는 브라이언의 태도에 불안감을 느낀다. 결국 캐리는 얼리 커플을 내쫓지 않으면 헤어지겠다고 최후통첩을 날린다.
그러던 중 캐리는 사막 주유소에서 얼리가 살인 용의자라는 뉴스 보도를 보게 된다. 얼리는 주유소 직원을 살해하고 브라이언과 캐리를 인질로 잡고 여행을 계속한다. 얼리는 폐광촌에서 마주친 경찰관들도 살해하고, 노부부의 집에서 남편 쪽을 폭행해 살해한다. 어델이 노파를 도망치게 하고 선인장으로 얼리의 얼굴을 치자 얼리는 총을 쏴 어델을 살해한다. 곧 얼리는 브라이언을 기절시킨 후 캐리를 납치해 핵 실험장으로 데려가 그녀에게 어델의 옷을 입힌다. 얼리가 카메라 밖에서 캐리를 강간했음이 암시된다. 의식을 되찾은 브라이언은 노파의 도움으로 쇼크에 빠져 있던 얼리를 찾아내고, 브라이언이 얼리와 격투하는 중에 캐리가 실험장 마네킹 팔로 얼리를 때린다. 결국 브라이언이 얼리를 쏴 죽인다.
시간이 흐른 뒤 브라이언과 캐리는 맬리부 해변에서 살고 있다. 브라이언은 여행 중 녹음했던 테이프들을 뒤지다가 무심코 그중 하나를 틀어 놓은 채 캐리와 밖으로 나간다. 어델이 몰래 남겨 놓았던 음성 메시지가 흘러 나오고 “고마워”라는 소리가 들린다.

## 출연진
- 브래드 피트
- 데이비드 듀코브니
- 줄리엣 루이스
- 미셸 포브스
- 마스 캘러핸
- 브렛 라이스

## 기타 제작진
- 공동 제작: 미치 새커로프, 크리스틴 J. 슈워츠
- 라인 제작: 그레고리 굿맨
- 배역: 캐럴 루이스
- 미술 효과: 케이트 설리번
- 소품팀: 제프 맨
- 의상: 켈리 커처게러스